# Lac Duhamel
Lac Duhamel är en sjö i Kanada.   Den ligger i regionen Saguenay–Lac-Saint-Jean och provinsen Québec, i den östra delen av landet, 600 km nordost om huvudstaden Ottawa. Lac Duhamel ligger 248 meter över havet. Arean är 2,8 kvadratkilometer. Den sträcker sig 5,6 kilometer i nord-sydlig riktning, och 1,8 kilometer i öst-västlig riktning.
I omgivningarna runt Lac Duhamel växer i huvudsak barrskog. Trakten runt Lac Duhamel är nära nog obefolkad, med mindre än två invånare per kvadratkilometer.